# Alfons Spiessens
Alfons Spiessens (Boom, 23 de desembre de 1888 - Ukkel, 21 de maig de 1956) va ser un ciclista belga que va córrer entre 1909 i 1920. Era germà del també ciclista Joseph Spiessens. En el seu palmarès destaquen tres posicions entre els deu primers al Tour de França.

## Palmarès
- 1909
  - 3r al Campionat de Bèlgica en ruta
- 1911
  - 5è de la París-Menin
- 1912
  - 7è de la París-Menin
- 1914
  - 8è del Tour de Flandes
- 1919
  - 1r a les Tres Viles Germanes
  - 7è de la París-Tours
  - 7è de la París-Brussel·les
- 1920
  - 1r als Sis dies de Brussel·les (amb Marcel Buysse)

### Resultats al Tour de França
- 1912. 10è de la classificació general
- 1913. 6è de la classificació general
- 1914. 7è de la classificació general
- 1919. Abandona (1a etapa)